# Rudolf Schnyder
Rudolf Schnyder, född 22 augusti 1919, död 30 december 2000, var en schweizisk sportskytt.
Schnyder blev olympisk silvermedaljör i fripistol vid sommarspelen 1948 i London.